# Дряново (Южна Горуша)
Вижте пояснителната страница за други значения на Дряново.
Дря̀ново (изписване до 1945 година: Дрѣново; на гръцки: Δριάνοβο) е бивше село в Егейска Македония, Гърция, разположено на територията на дем Нестрам (Несторио), област Западна Македония.

## География
Селото се е намирало в югозападните склонове на Горуша (Войо), северно от слива на Жужелската река със Сарандапорос, на 3 km северозападно от Борботско (Ептахори).

## История
В края на XIX век Дряново е село в Борботската нахия на Костурската каза на Османската империя. Васил Кънчов в своята „Македония. Етнография и статистика“ от 1900 година показва Дряново с 90 жители арнаути християни.
На Етнографската карта на Битолския вилает на Картографския институт в София от 1901 година Дряново Колония е чисто българско село в Костурската каза на Корчанския санджак с 10 къщи.